# Ilha Record
Ilha Record fue un reality show brasileño creado y transmitido por RecordTV. Presentado por Mariana Rios con la dirección de Rodrigo Carelli.
El programa presentó un grupo de celebridades que viven juntas en una isla desierta y compiten entre sí en desafíos extremos para evitar el exilio y continuar su búsqueda de tesoros perdidos y un gran premio.

## Formato
Este formato fue creado originalmente por RecordTV.
En el programa, 13 celebridades – entre actores, cantantes, modelos, influenciadores digitales y personalidades de los medios – se convierten en "exploradores" y tendrían que convivir en una isla en busca de ganar el tesoro con premios millonarios.
- Comandante Ganador del Ciclo: El Comandante del equipo ganador del desafío del ciclo gana el poder de la nominación, pudiendo nominar a cualquier concursante para el duelo, puede nominar a un concursante del otro o de su propio equipo.
- Eliminación (estilizado como Desafío de Supervivencia): El nominado a Comandante Ganador y el explorador mejor valorado se enfrentan en un desafío. El perdedor de ese duelo será exiliado de la competencia.
- Prueba de Equipo: En Pruebas de Equipo, los concursantes se dividen en dos equipos para competir el desafío. El equipo que gana el desafío del ciclo obtiene una bonificación y no puede ser votado por los miembros del equipo perdedor, pero los miembros del equipo ganador pueden ser votados por sí mismos.
- Aldea: Una casa paradisíaca en medio de la isla, donde los concursantes que están en el juego se hospedan y socializan.
- Exilio: El Exilio es un lugar donde se alojarán los concursantes exiliados, y tendrán la oportunidad de volver al juego con el repechaje.
- Superviviente: El Superviviente es el explorador que gana el duelo y el salvado del exilio. La semana siguiente, se convierte en uno de los Comandante del ciclo y gana una bonificación.
- Guardián: El Guardián es un misterioso residente de la isla en la que solo la presentadora sabrá quién es. Su misión es asegurarse de que el tesoro solo caiga en manos de los que realmente lo merecen. Por lo tanto, aparecerá en momentos inusuales para traer beneficios o problemas a los concursantes.

## Ediciónes Ilha Record
| Edición       | Presentado   | Ganador(a)                             | Ganador(a)      |
| Ilha Record 1 | Sabrina Sato | Bandera del Distrito Federal de Brasil | Any Borges      |
| Ilha Record 2 | Mariana Rios | Bandera del estado de São Paulo        | Flávio Nakagima |
| ------------- | ------------ | -------------------------------------- | --------------- |

## Primera edición (26/07/2021 – 09/09/2021)
| Bandera del Distrito Federal de Brasil   | Any Borges             |
| Bandera del estado de São Paulo          | Pyong Lee              |
| Bandera del estado de Río Grande del Sur | Laura Keller           |
| Bandera del estado de Río de Janeiro     | Valesca Popozuda       |
| Bandera del estado de São Paulo          | Dinei                  |
| Bandera del estado de Pernambuco         | Nadja Pessoa           |
| Bandera del estado de Pernambuco         | Mirella Gêmea Lacração |
| Bandera de Argentina                     | Antonela Avellaneda    |
| Bandera del estado de São Paulo          | Thomaz Costa           |
| Bandera del estado de São Paulo          | Nanah Damasceno        |
| Bandera del estado de Río de Janeiro     | MC Negão da BL         |
| Bandera del estado de Río de Janeiro     | Claudinho Matos        |
| Bandera del estado de São Paulo          | Lucas Selfie           |
| ---------------------------------------- | ---------------------- |

### Tabla de nominaciones
|                         | Ciclo 1                          | Ciclo 2                               | Ciclo 2                       | Ciclo 3                              | Ciclo 3                             | Ciclo 4                        | Ciclo 4                                   | Ciclo 5                          | Ciclo 6                         | Ciclo 6                              | Ciclo 7                               | Ciclo 7                     |
| Día 7                   | Ciclo 1                          | Día 8                                 | Nominación                    | Exilio                               | Día 18                              | Día 19                         | Día 28                                    | Ciclo 5                          | Día 31                          | Día 33                               | Final                                 |                             |
| ----------------------- | -------------------------------- | ------------------------------------- | ----------------------------- | ------------------------------------ | ----------------------------------- | ------------------------------ | ----------------------------------------- | -------------------------------- | ------------------------------- | ------------------------------------ | ------------------------------------- | --------------------------- |
| Comandantes             | Claudinho Thomaz                 | (nadie)                               | Claudinho Nanah               | Pyong Any                            | (nadie)                             | Any Thomaz                     | (nadie)                                   | Any Mirella                      | Dinei Pyong                     | (nadie)                              | (nadie)                               | Pyong Any                   |
| Comandante Ganador      | Thomaz                           | (nadie)                               | Nanah                         | Pyong                                | (nadie)                             | Thomaz                         | (nadie)                                   | Mirella                          | Pyong                           | (nadie)                              | (nadie)                               | Any                         |
| Nominado (Comandante)   | Dinei                            | (nadie)                               | Pyong                         | Negão da BL                          | (nadie)                             | Any                            | (nadie)                                   | Antonela                         | Laura                           | (nadie)                              | (nadie)                               | (nadie)                     |
| Nominado (Exploradores) | Claudinho                        | (nadie)                               | Lucas                         | Claudinho Thomaz                     | (nadie)                             | Thomaz Nanah                   | (nadie)                                   | Pyong                            | Mirella                         | (nadie)                              | (nadie)                               | (nadie)                     |
|                         |                                  |                                       |                               |                                      |                                     |                                |                                           |                                  |                                 |                                      |                                       |                             |
| Any                     | Nadja                            | Mirella                               | Thomaz                        | Thomaz                               | Thomaz                              | Nanah                          | (nadie)                                   | Pyong                            | Mirella                         | Nominada                             | Nominada                              | Ganadora (Día 36)           |
| Pyong                   | Claudinho                        | Mirella                               | Lucas                         | Claudinho                            | Claudinho                           | Nanah                          | (nadie)                                   | Any                              | Mirella (x2)                    | Inmune                               | Nominado                              | 2º finalista (Día 36)       |
| Laura                   | Nadja                            | Mirella                               | Lucas                         | Nanah                                | Claudinho                           | Pyong                          | (nadie)                                   | Pyong                            | Pyong                           | Inmune                               | Nominada                              | Exiliada (Día 33)           |
| Valesca                 | Claudinho                        | Mirella                               | Lucas                         | Claudinho                            | Claudinho                           | Nanah                          | (nadie)                                   | Pyong                            | Pyong (x2)                      | Nominada                             | Nominada                              | Exiliada (Día 33)           |
| Dinei                   | Claudinho                        | Exiliado (Día 4)                      | Exiliado (Día 4)              | Exiliado (Día 4)                     | Exiliado (Día 4)                    | Thomaz                         | Repechaje                                 | Pyong                            | Any                             | Nominado                             | Nominado                              | Exiliado (Día 33)           |
| Nadja                   | Claudinho                        | Mirella                               | Lucas                         | Claudinho                            | Claudinho                           | Nanah                          | (nadie)                                   | Any                              | Mirella                         | Nominada                             | Exiliada (Día 31)                     | Exiliada (Día 31)           |
| Mirella                 | Lucas                            | Valesca                               | Exiliada (Día 7)              | Exiliada (Día 7)                     | Exiliada (Día 7)                    | Thomaz                         | Repechaje                                 | Pyong                            | Any                             | Nadja                                | Exiliada (Día 29)                     | Exiliada (Día 29)           |
| Antonela                | Claudinho                        | Mirella                               | Lucas                         | Claudinho                            | Claudinho                           | Nanah                          | (nadie)                                   | Any                              | Exiliada (Día 24)               | Dinei                                | Exiliada (Día 24)                     | Exiliada (Día 24)           |
| Thomaz                  | Claudinho                        | Mirella                               | Lucas                         | Nanah                                | Nominado                            | Nanah                          | (nadie)                                   | Exiliado (Día 19)                | Exiliado (Día 19)               | Dinei                                | Exiliado (Día 19)                     | Exiliado (Día 19)           |
| Nanah                   | Lucas                            | Mirella                               | Thomaz                        | Thomaz                               | Thomaz                              | Pyong                          | (nadie)                                   | Exiliada (Día 19)                | Exiliada (Día 19)               | Nadja                                | Exiliada (Día 19)                     | Exiliada (Día 19)           |
| Negão da BL             | Claudinho                        | Mirella Nadja                         | Thomaz                        | Thomaz                               | Nominado                            | Thomaz                         | Repechaje                                 | Exiliado (Día 14)                | Exiliado (Día 14)               | Nadja                                | Exiliado (Día 14)                     | Exiliado (Día 14)           |
| Claudinho               | Nadja                            | Mirella                               | Thomaz                        | Thomaz                               | Nominado                            | Thomaz                         | Repechaje                                 | Exiliado (Día 13)                | Exiliado (Día 13)               | Nadja                                | Exiliado (Día 13)                     | Exiliado (Día 13)           |
| Lucas                   | Mirella                          | Mirella                               | Thomaz                        | Exiliado (Día 9)                     | Exiliado (Día 9)                    | Thomaz                         | Repechaje                                 | Exiliado (Día 9)                 | Exiliado (Día 9)                | Nadja                                | Exiliado (Día 9)                      | Exiliado (Día 9)            |
|                         |                                  |                                       |                               |                                      |                                     |                                |                                           |                                  |                                 |                                      |                                       |                             |
| Nominados               | Claudinho Dinei                  | (nadie)                               | Lucas Pyong                   | (nadie)                              | Claudinho Negão da BL Thomaz        | Any Nanah Thomaz               | Claudinho Dinei Lucas Mirella Negão da BL | Antonela Pyong                   | Laura Mirella                   | Any Dinei Nadja Valesca              | Any Dinei Laura Pyong Valesca         | Any Pyong                   |
| Exiliados               | Dinei Exiliado por el Desafío    | Mirella 11 de 13 votos en la dinámica | Lucas Exiliado por el Desafío | Negão da BL Nominado por Pyong       | Claudinho 5 de 7 votos para exiliar | Nanah Exiliada por el Desafío  | Claudinho Perdedor del Desafío            | Antonela Exiliada por el Desafío | Mirella Exiliada por el Desafío | Nadja 5 de 7 votos para exiliar      | Dinei Exiliado por el Desafío Final   | Pyong 483 puntos para ganar |
| Exiliados               | Dinei Exiliado por el Desafío    | Mirella 11 de 13 votos en la dinámica | Lucas Exiliado por el Desafío | Claudinho 4 de 10 votos para nominar | Claudinho 5 de 7 votos para exiliar | Nanah Exiliada por el Desafío  | Lucas Perdedor del Desafío                | Antonela Exiliada por el Desafío | Mirella Exiliada por el Desafío | Nadja 5 de 7 votos para exiliar      | Valesca Exiliada por el Desafío Final | Pyong 483 puntos para ganar |
| Exiliados               | Dinei Exiliado por el Desafío    | Mirella 11 de 13 votos en la dinámica | Lucas Exiliado por el Desafío | Claudinho 4 de 10 votos para nominar | Negão da BL Exiliado por el Desafío | Thomaz Exiliado por el Desafío | Lucas Perdedor del Desafío                | Antonela Exiliada por el Desafío | Mirella Exiliada por el Desafío | Nadja 5 de 7 votos para exiliar      | Valesca Exiliada por el Desafío Final | Pyong 483 puntos para ganar |
| Exiliados               | Dinei Exiliado por el Desafío    | Mirella 11 de 13 votos en la dinámica | Lucas Exiliado por el Desafío | Thomaz 4 de 10 votos para nominar    | Negão da BL Exiliado por el Desafío | Thomaz Exiliado por el Desafío | Negão da BL Perdedor del Desafío          | Antonela Exiliada por el Desafío | Mirella Exiliada por el Desafío | Nadja 5 de 7 votos para exiliar      | Laura Exiliada por el Desafío Final   | Pyong 483 puntos para ganar |
| Salvados                | Claudinho Salvado por el Desafío | Nadja 1 de 13 votos en la dinámica    | Pyong Salvado por el Desafío  | Nanah 2 de 10 votos para nominar     | Thomaz Salvado por el Desafío       | Any Salvada por el Desafío     | Dinei Regresado por Any y Mirella         | Pyong Salvado por el Desafío     | Laura Salvada por el Desafío    | Dinei 2 de 7 votos para exiliar      | Any Finalista por el Desafío Final    | Any 567 puntos para ganar   |
| Salvados                | Claudinho Salvado por el Desafío | Nadja 1 de 13 votos en la dinámica    | Pyong Salvado por el Desafío  | Nanah 2 de 10 votos para nominar     | Thomaz Salvado por el Desafío       | Any Salvada por el Desafío     | Dinei Regresado por Any y Mirella         | Pyong Salvado por el Desafío     | Laura Salvada por el Desafío    | Any 0 de 7 votos para exiliar        | Any Finalista por el Desafío Final    | Any 567 puntos para ganar   |
| Salvados                | Claudinho Salvado por el Desafío | Valesca 1 de 13 votos en la dinámica  | Pyong Salvado por el Desafío  | Nanah 2 de 10 votos para nominar     | Thomaz Salvado por el Desafío       | Any Salvada por el Desafío     | Mirella Regresada por el Desafío          | Pyong Salvado por el Desafío     | Laura Salvada por el Desafío    | Pyong Finalista por el Desafío Final |                                       | Any 567 puntos para ganar   |
| Salvados                | Claudinho Salvado por el Desafío | Valesca 1 de 13 votos en la dinámica  | Pyong Salvado por el Desafío  | Nanah 2 de 10 votos para nominar     | Thomaz Salvado por el Desafío       | Any Salvada por el Desafío     | Mirella Regresada por el Desafío          | Pyong Salvado por el Desafío     | Laura Salvada por el Desafío    | Pyong Finalista por el Desafío Final | Valesca 0 de 7 votos para exiliar     | Any 567 puntos para ganar   |

|  | Equipo Esmeralda                                |  |                                            | Equipo Rubí |
|  | Regresó en la aldea luego de jugar el Repechaje |  | Estuvo en el exilio y afrontó el Repechaje |             |
|  | Vetado                                          |  | Votación Sorpresa                          |             |

### División de Equipos
|             | Ciclo 1   | Ciclo 2   | Ciclo 3   | Ciclo 3   | Ciclo 4   | Ciclo 5   | Ciclo 6   | Ciclo 7   |
| Día 11      | Ciclo 1   | Ciclo 2   | Día 13    | Final     | Ciclo 4   | Ciclo 5   | Ciclo 6   |           |
| ----------- | --------- | --------- | --------- | --------- | --------- | --------- | --------- | --------- |
| Any         | Rubí      | Esmeralda | Esmeralda | Esmeralda | Rubí      | Rubí      | Rubí      | Esmeralda |
| Pyong       | Esmeralda | Esmeralda | Rubí      | Rubí      | Rubí      | Rubí      | Esmeralda | Rubí      |
| Laura       | Rubí      | Esmeralda | Esmeralda | Esmeralda | Rubí      | Esmeralda | Esmeralda |           |
| Valesca     | Esmeralda | Esmeralda | Rubí      | Rubí      | Esmeralda | Rubí      | Esmeralda |           |
| Dinei       | Esmeralda |           |           |           |           | Esmeralda | Rubí      |           |
| Nadja       | Rubí      | Rubí      | Rubí      | Rubí      | Esmeralda | Rubí      | Esmeralda |           |
| Mirella     | Rubí      | Rubí      |           |           |           | Esmeralda | Rubí      |           |
| Antonela    | Esmeralda | Rubí      | Rubí      | Rubí      | Esmeralda | Esmeralda |           | Rubí      |
| Thomaz      | Esmeralda | Rubí      | Rubí      | Esmeralda | Esmeralda |           |           | Rubí      |
| Nanah       | Esmeralda | Esmeralda | Esmeralda | Esmeralda | Rubí      |           |           | Esmeralda |
| Negão da BL | Esmeralda | Esmeralda | Esmeralda | Esmeralda |           |           |           |           |
| Claudinho   | Rubí      | Rubí      | Esmeralda | Rubí      |           |           |           | Esmeralda |
| Lucas       | Rubí      | Rubí      |           |           |           |           | Rubí      |           |

### Favorito del Público
| Colocación | Explorador  | Porcentaje        |
| ---------- | ----------- | ----------------- |
| 1          | Mirella     | 79,33% para ganar |
| 2          | Nadja       | 20,67% (entre 2)  |
| 3          | Laura       | 11,35% (entre 13) |
| 4          | Negão da BL | 6,44% (entre 13)  |
| 5          | Pyong       | 3,96% (entre 13)  |
| 6          | Lucas       | 3,51% (entre 13)  |
| 7          | Thomaz      | 2,33% (entre 13)  |
| 8          | Dinei       | 2,18% (entre 13)  |
| 9          | Nanah       | 1,20% (entre 13)  |
| 10         | Any         | 1,11% (entre 13)  |
| 11         | Claudinho   | 1,10% (entre 13)  |
| 12         | Valesca     | 0,78% (entre 13)  |
| 13         | Antonela    | 0,43% (entre 13)  |

## Segunda edición (18/07/2022 – 08/09/2022)
| Bandera del estado de São Paulo           | Flávio Nakagima |
| Bandera del estado de São Paulo           | Kaik Pereira    |
| Bandera del estado de Río de Janeiro      | Ste Viegas      |
| Bandera del estado de Río de Janeiro      | Bruno Sutter    |
| Bandera del estado de Río de Janeiro      | Solange Gomes   |
| Bandera del estado de Bahía               | Jaciara Dias    |
| Bandera del estado de São Paulo           | Fábio Braz      |
| Bandera del estado de São Paulo           | Caíque Aguiar   |
| Bandera del estado de Río de Janeiro      | Raphael Sander  |
| Bandera del estado de Mato Grosso del Sur | Whendy Tavares  |
| Bandera del estado de Sergipe             | Kaio Viana      |
| Bandera del estado de Río Grande del Sur  | Aline Dahlen    |
| Bandera del estado de Minas Gerais        | Vitória Bellato |
| ----------------------------------------- | --------------- |

### Tabla de nominaciones
|                         | Ciclo 1                          | Ciclo 2                        | Ciclo 3                         | Ciclo 3                         | Ciclo 4                          | Ciclo 5                        | Ciclo 6                             | Ciclo 6                                      | Ciclo 6                         | Ciclo 7                         | Ciclo 8                                 | Ciclo 8                    |
| Día 15                  | Ciclo 1                          | Ciclo 2                        | Día 16                          | Día 31                          | Día 31                           | Ciclo 5                        | Día 33                              | Día 43                                       | Final                           | Ciclo 7                         |                                         |                            |
| Día 15                  | Ciclo 1                          | Ciclo 2                        | Día 16                          | Exilio                          | Ciclo 4                          | Ciclo 5                        | Día 33                              | Día 43                                       | Final                           | Ciclo 7                         | Repechaje                               |                            |
| ----------------------- | -------------------------------- | ------------------------------ | ------------------------------- | ------------------------------- | -------------------------------- | ------------------------------ | ----------------------------------- | -------------------------------------------- | ------------------------------- | ------------------------------- | --------------------------------------- | -------------------------- |
| Comandantes             | Caíque Bruno                     | Kaik Solange                   | Raphael Bruno                   | (nadie)                         | Caíque Kaio                      | Ste Fábio                      | (nadie)                             | (nadie)                                      | (nadie)                         | Bruno Nakagima                  | (nadie)                                 | Kaik Nakagima              |
| Comandante Ganador      | Caíque                           | Kaik                           | Bruno                           | (nadie)                         | Kaio                             | Fábio                          | (nadie)                             | (nadie)                                      | Kaik                            | Nakagima                        | (nadie)                                 | Nakagima                   |
| Nominado (Comandante)   | Kaio Kaik                        | Raphael                        | Solange                         | (nadie)                         | Nakagima                         | Whendy                         | (nadie)                             | (nadie)                                      | Bruno                           | Bruno                           | (nadie)                                 | (nadie)                    |
| Nominado (Exploradores) | Solange                          | Caíque                         | Jaciara                         | (nadie)                         | Ste                              | Ste                            | (nadie)                             | (nadie)                                      | Jaciara                         | Solange                         | (nadie)                                 | (nadie)                    |
|                         |                                  |                                |                                 |                                 |                                  |                                |                                     |                                              |                                 |                                 |                                         |                            |
| Nakagima                | Solange                          | Caíque                         | Jaciara                         | (nadie)                         | Raphael Kaio                     | Exiliado (Día 22)              | Exiliado (Día 22)                   | Repechaje                                    | Jaciara                         | Solange                         | Nominado                                | Ganador (Día 46)           |
| Kaik                    | Solange                          | Bruno                          | Fábio                           | (nadie)                         | Raphael                          | Caíque                         | Nominado                            | (nadie)                                      | Nakagima                        | Solange                         | Nominado                                | 2º finalista (Día 46)      |
| Ste                     | Jaciara                          | Caíque                         | Jaciara                         | (nadie)                         | Raphael (x2)                     | Caíque                         | Nominada                            | (nadie)                                      | Jaciara                         | Solange                         | Nominada                                | Exiliada (Día 43)          |
| Bruno                   | Solange                          | Jaciara                        | Whendy                          | (nadie)                         | Ste                              | Ste                            | Nominado                            | (nadie)                                      | Solange                         | Kaik                            | Nominado                                | Exiliado (Día 43)          |
| Solange                 | Fábio                            | Fábio                          | Jaciara                         | (nadie)                         | Exiliada (Día 16)                | Exiliada (Día 16)              | Exiliada (Día 16)                   | Repechaje                                    | Jaciara                         | Kaik                            | Exiliada (Día 40)                       | Exiliada (Día 40)          |
| Jaciara                 | Solange                          | Ste                            | Ste                             | (nadie)                         | Exiliada (Día 16)                | Exiliada (Día 16)              | Exiliada (Día 16)                   | Repechaje                                    | Solange                         | Exiliada (Día 34)               | Exiliada (Día 34)                       | Exiliada (Día 34)          |
| Fábio                   | Solange                          | Caíque                         | Kaik                            | (nadie)                         | Kaik                             | Caíque                         | Nominado                            | (nadie)                                      | Exiliado (Día 31)               | Exiliado (Día 31)               | Exiliado (Día 31)                       | Exiliado (Día 31)          |
| Caíque                  | Ste                              | Whendy                         | Exiliado (Día 10)               | Repechaje                       | Ste                              | Ste                            | Nominado                            | (nadie)                                      | Exiliado (Día 31)               | Exiliado (Día 31)               | Exiliado (Día 31)                       | Exiliado (Día 31)          |
| Raphael                 | Whendy                           | Whendy                         | Ste                             | (nadie)                         | Ste                              | Ste                            | Nominado                            | (nadie)                                      | Exiliado (Día 31)               | Exiliado (Día 31)               | Exiliado (Día 31)                       | Exiliado (Día 31)          |
| Whendy                  | Solange                          | Caíque                         | Jaciara                         | (nadie)                         | Ste                              | Ste                            | Exiliada (Día 28)                   | Repechaje                                    | Exiliada (Día 28)               | Exiliada (Día 28)               | Exiliada (Día 28)                       | Exiliada (Día 28)          |
| Kaio                    | Jaciara                          | Exiliado (Día 4)               | Exiliado (Día 4)                | Repechaje                       | Ste                              | Exiliado (Día 22)              | Exiliado (Día 22)                   | Repechaje                                    | Exiliado (Día 22)               | Exiliado (Día 22)               | Exiliado (Día 22)                       | Exiliado (Día 22)          |
| Aline                   | Ste                              | Abandona (Día 4)               | Abandona (Día 4)                | Abandona (Día 4)                | Abandona (Día 4)                 | Abandona (Día 4)               | Abandona (Día 4)                    | Abandona (Día 4)                             | Abandona (Día 4)                | Abandona (Día 4)                | Abandona (Día 4)                        | Abandona (Día 4)           |
| Vitória                 | Solange                          | Exiliada (Día 3)               | Exiliada (Día 3)                | Repechaje                       | Exiliada (Día 3)                 | Exiliada (Día 3)               | Exiliada (Día 3)                    | Repechaje                                    | Exiliada (Día 3)                | Exiliada (Día 3)                | Exiliada (Día 3)                        | Exiliada (Día 3)           |
|                         |                                  |                                |                                 |                                 |                                  |                                |                                     |                                              |                                 |                                 |                                         |                            |
| Nominados               | Kaik Kaio Solange                | Caíque Raphael                 | Jaciara Solange                 | Caíque Kaio Vitória             | Kaio Nakagima Raphael Ste        | Ste Whendy                     | Bruno Caíque Fábio Kaik Raphael Ste | Jaciara Kaio Nakagima Solange Vitória Whendy | Bruno Jaciara                   | Bruno Solange                   | Bruno Kaik Nakagima Ste                 | Kaik Nakagima              |
| Exiliados               | Vitória Exiliada por la Dinámica | Caíque Exiliado por el Desafío | Solange Exiliada por el Desafío | Vitória Perdedora del Desafío   | Nakagima Exiliado por el Desafío | Whendy Exiliada por el Desafío | Raphael Exiliado por el Desafío     | Vitória Perdedora del Desafío                | Jaciara Exiliada por el Desafío | Solange Exiliada por el Desafío | Bruno Exiliado por el Desafío Final     | Kaik Perdedor del Final    |
| Exiliados               | Aline Abandona                   | Caíque Exiliado por el Desafío | Solange Exiliada por el Desafío | Vitória Perdedora del Desafío   | Nakagima Exiliado por el Desafío | Whendy Exiliada por el Desafío | Caíque Exiliado por el Desafío      | Kaio Perdedor del Desafío                    | Jaciara Exiliada por el Desafío | Solange Exiliada por el Desafío | Bruno Exiliado por el Desafío Final     | Kaik Perdedor del Final    |
| Exiliados               | Aline Abandona                   | Caíque Exiliado por el Desafío | Jaciara Exiliada por el Desafío | Vitória Perdedora del Desafío   | Kaio Exiliado por el Desafío     | Whendy Exiliada por el Desafío | Caíque Exiliado por el Desafío      | Kaio Perdedor del Desafío                    | Jaciara Exiliada por el Desafío | Solange Exiliada por el Desafío | Ste Exiliada por el Desafío Final       | Kaik Perdedor del Final    |
| Exiliados               | Kaio Exiliado por el Desafío     | Caíque Exiliado por el Desafío | Jaciara Exiliada por el Desafío | Vitória Perdedora del Desafío   | Kaio Exiliado por el Desafío     | Whendy Exiliada por el Desafío | Fábio Exiliado por el Desafío       | Whendy Perdedora del Desafío                 | Jaciara Exiliada por el Desafío | Solange Exiliada por el Desafío | Ste Exiliada por el Desafío Final       | Kaik Perdedor del Final    |
| Salvados                | Solange Salvada por el Desafío   | Raphael Salvado por el Desafío | Kaio Regresado por el Desafío   | Kaio Regresado por el Desafío   | Raphael Salvado por el Desafío   | Ste Salvada por el Desafío     | Bruno Salvado por el Desafío        | Jaciara Regresada por el Desafío             | Bruno Salvado por el Desafío    | Bruno Salvado por el Desafío    | Kaik Finalista por el Desafío Final     | Nakagima Ganador del Final |
| Salvados                | Solange Salvada por el Desafío   | Raphael Salvado por el Desafío | Kaio Regresado por el Desafío   | Kaio Regresado por el Desafío   | Raphael Salvado por el Desafío   | Ste Salvada por el Desafío     | Ste Salvada por el Desafío          | Nakagima Regresado por el Desafío            | Bruno Salvado por el Desafío    | Bruno Salvado por el Desafío    | Kaik Finalista por el Desafío Final     | Nakagima Ganador del Final |
| Salvados                | Kaik Salvado por el Desafío      | Raphael Salvado por el Desafío | Caíque Regresado por el Desafío | Caíque Regresado por el Desafío | Ste Salvada por el Desafío       | Ste Salvada por el Desafío     | Ste Salvada por el Desafío          | Nakagima Regresado por el Desafío            | Bruno Salvado por el Desafío    | Bruno Salvado por el Desafío    | Nakagima Finalista por el Desafío Final | Nakagima Ganador del Final |
| Salvados                | Kaik Salvado por el Desafío      | Raphael Salvado por el Desafío | Caíque Regresado por el Desafío | Caíque Regresado por el Desafío | Ste Salvada por el Desafío       | Ste Salvada por el Desafío     | Kaik Salvado por el Desafío         | Solange Regresada por el Desafío             | Bruno Salvado por el Desafío    | Bruno Salvado por el Desafío    | Nakagima Finalista por el Desafío Final | Nakagima Ganador del Final |

|  | Equipo Esmeralda                                |  |                                            | Equipo Amatista |
|  | Regresó en la aldea luego de jugar el Repechaje |  | Estuvo en el exilio y afrontó el Repechaje |                 |

### División de Equipos
|          | Ciclo 1    | Ciclo 2   | Ciclo 2   | Ciclo 3   | Ciclo 4   | Ciclo 5   | Ciclo 6  | Ciclo 7    | Ciclo 8  |
| Ronda 1  | Ciclo 1    | Ronda 2   | Final     | Ciclo 3   | Ciclo 4   | Ciclo 5   | Ciclo 6  | Ciclo 7    |          |
| -------- | ---------- | --------- | --------- | --------- | --------- | --------- | -------- | ---------- | -------- |
| Nakagima | Amatista   | Amatista  | Amatista  | Esmeralda | Esmeralda |           | Ste      | Esmeralda  | Fábio    |
| Kaik     | Amatista   | Amatista  | Amatista  | Esmeralda | Amatista  | Amatista  | Solange  | Sin Equipo | Solange  |
| Ste      | Esmeralda  | Esmeralda | Amatista  | Esmeralda | Amatista  | Amatista  | Nakagima | Esmeralda  |          |
| Bruno    | Esmeralda  | Amatista  | Amatista  | Esmeralda | Esmeralda | Esmeralda | Jaciara  | Amatista   |          |
| Solange  | Esmeralda  | Esmeralda | Esmeralda | Amatista  |           |           | Kaik     | Amatista   | Kaik     |
| Jaciara  | Esmeralda  | Amatista  | Amatista  | Amatista  |           |           | Bruno    |            |          |
| Fábio    | Esmeralda  | Amatista  | Esmeralda | Esmeralda | Esmeralda | Esmeralda | Whendy   |            | Nakagima |
| Caíque   | Amatista   | Esmeralda | Esmeralda |           | Amatista  | Amatista  | Kaio     |            |          |
| Raphael  | Amatista   | Esmeralda | Esmeralda | Amatista  | Amatista  | Esmeralda | Vitória  |            |          |
| Whendy   | Amatista   | Esmeralda | Esmeralda | Amatista  | Esmeralda | Esmeralda | Fábio    |            |          |
| Kaio     | Esmeralda  |           |           |           | Esmeralda |           | Caíque   |            |          |
| Aline    | Amatista   |           |           |           |           |           |          |            |          |
| Vitória  | Sin Equipo |           |           |           |           |           | Raphael  |            |          |

### Favorito del Público
| Colocación | Explorador | Porcentaje        |
| ---------- | ---------- | ----------------- |
| 1          | Solange    | 49,82% para ganar |
| 2          | Ste        | 28,50% (entre 4)  |
| 3          | Bruno      | 11,84% (entre 4)  |
| 4          | Caíque     | 9,84% (entre 4)   |
| 5          | Whendy     | 7,11% (entre 8)   |
| 6          | Vitória    | 6,57% (entre 8)   |
| 7          | Jaciara    | 4,96% (entre 8)   |
| 8          | Kaio       | 4,18% (entre 8)   |
| 9          | Kaik       | 3,86% (entre 12)  |
| 10         | Fábio      | 2,84% (entre 12)  |
| 11         | Raphael    | 2,56% (entre 12)  |
| 12         | Nakagima   | 0,53% (entre 12)  |